# ウクライナの国旗
ウクライナの国旗（ウクライナのこっき、ウクライナ語: Державний Прапор України）は、青・黄の二色旗である。ウクライナ憲法20条に明確に定義されている。ウクライナ人とウクライナ民族解放運動を象徴する旗としては、1848年革命から知られている。旗色は、中世のルーシ王国の国章によるものである。一般的には「青の空と黄の麦畑」を表す旗として解釈されている。
20世紀中、ウクライナ人民共和国・西ウクライナ人民共和国・ウクライナ国・カルパト・ウクライナなどの国旗として用いられ、さらに反ソ・反共の組織であるウクライナ蜂起軍の軍旗、且つウクライナ系知識人のシンボルでもあった。1991年9月18日、ウクライナ最高議会が二色旗をウクライナの国旗と決定した。8月23日は「国旗の日」というウクライナ国民の祝日となっている。青黄旗（せいこうき）、黄青旗（こうせいき）とも。　

## 概要

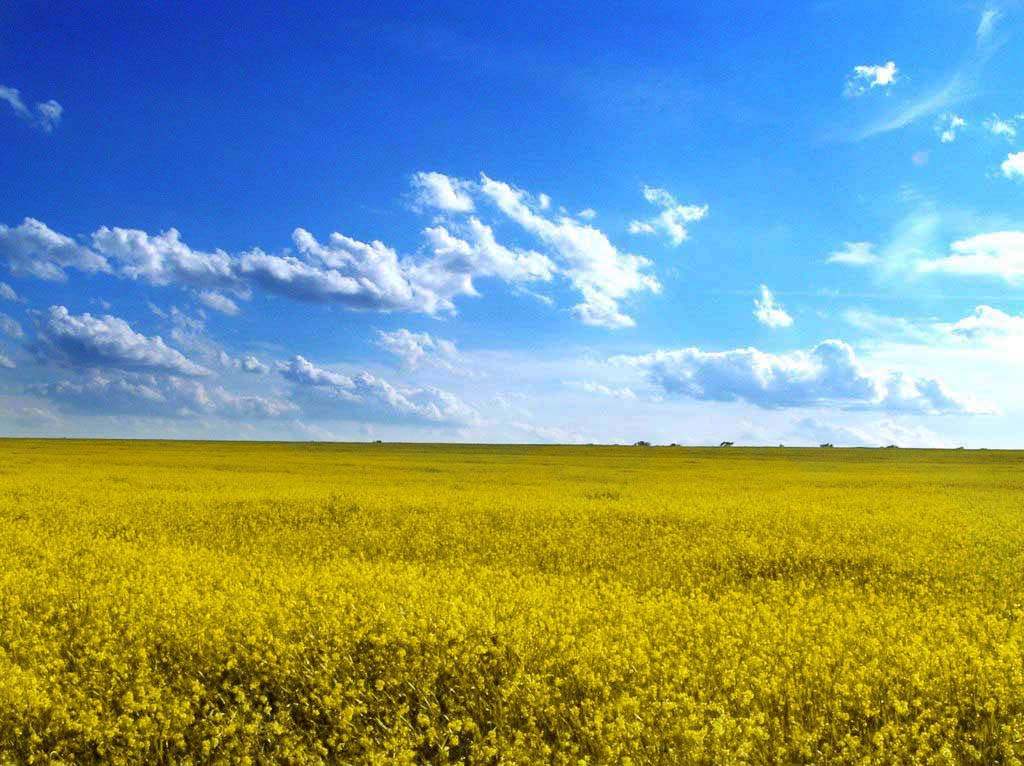
ウクライナの平野

由来には、二つ説がある。一説によると、青色は空を表し、金色はステップ（草原）に豊かに実る小麦を表すということである。もう一方の説は、青色は水で、金色は火であるという。あるいは、黄色は向日葵であるという説もある。この二つの色は、長い間ウクライナ人のシンボルとして使われている。
金色と青色の旗や紋章は、古くはキエフ・ルーシの大公ヴォロドィーメル1世の時代から使用されていたと言われる。ウクライナの国章である「トルィズーブ」（三叉戟）も、同様の経緯を持つ。
しかし、史料上に初めてウクライナの黄青（金青）の旗が登場するのは、1410年のタンネンベルクの戦いのときである。当時の記録によると、西ウクライナ出身の騎士たちは、坂を上っている金色のライオンと、羽を開いた二頭の金色の鷲で飾った2つの青い旗の下でポーランド国王の本陣に馳せ参じたと記されているのである。
その後、16世紀から18世紀にかけてウクライナ・コサックの間で広く使用された。
ウクライナ民族主義の盛り上がっていた1848年には、正式にウクライナ民族を現す旗として黄色と青色の旗が選定された。但し、このときは黄色が上部であった。この旗が選出された西ウクライナは当時オーストリア＝ハンガリー帝国領下にあった。
その後、ロシア革命後の1918年に当時の独立国家ウクライナ人民共和国のウクライナ中央ラーダ（中央議会）で正式に国旗として制定された。また、西ウクライナ人民共和国やウクライナ国でも同様の国旗が使用された。
ウクライナ・ソビエト社会主義共和国時代には、他のソ連構成共和国の国旗に類似した下部が青色で上部が共産主義を表す赤色の国旗が使用された。赤色の部分には、鎌とハンマー、赤い星があしらわれていた。
1991年にソ連が崩壊し、翌1992年にウクライナが独立すると、ヴェルホーヴナ・ラーダ（最高議会）で中央ラーダ時代の国旗が再制定され、国旗の縦横比も国連に準じて2:3に改められた。現在のウクライナは、国旗・国章・国歌ともに中央ラーダ時代のものを踏襲している。

## デザイン

比率

| 配色    | 青色                  | 黄(金)色                    |
| ------- | --------------------- | --------------------------- |
| Pantone | Pantone Coated 2935 C | Pantone Coated Yellow 012 C |
| Lab     | 34.02, −2.19, −64.19  | 85.29, 5.18, 109.8          |
| RAL     | 5005                  | 1023 Traffic Yellow         |
| RGB     | 0, 87, 184            | 255, 215, 0                 |
| CMYK    | 100, 52, 0, 0         | 2, 12, 100, 0               |
| HEX     | #0057b8               | #ffd700                     |
| Websafe | #0066cc               | #ffcc00                     |

## 旗の例

### 中世・ルーシ系の旗

?ルーシ王国の国旗
?1410年、タンネンベルクの戦いの折りにリヴィウの連隊が用いていた軍旗の一つ
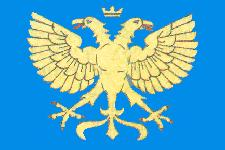
?1410年、タンネンベルクの戦いの折りにリヴィウの連隊が用いていた軍旗の一つ
? 1410年、タンネンベルクの戦いの折りにリヴィウの連隊が用いていた軍旗の一つ
? 1410年、タンネンベルクの戦いの折りにペレームィシュルの連隊が用いていた軍旗の一つ

### 近世・コサックの軍旗

? 18世紀のウクライナ・コサックの国家、ヘーチマン国家の軍旗の一つ
フメリニツキ―将軍の旗
17世紀。キエフ連隊の諸旗
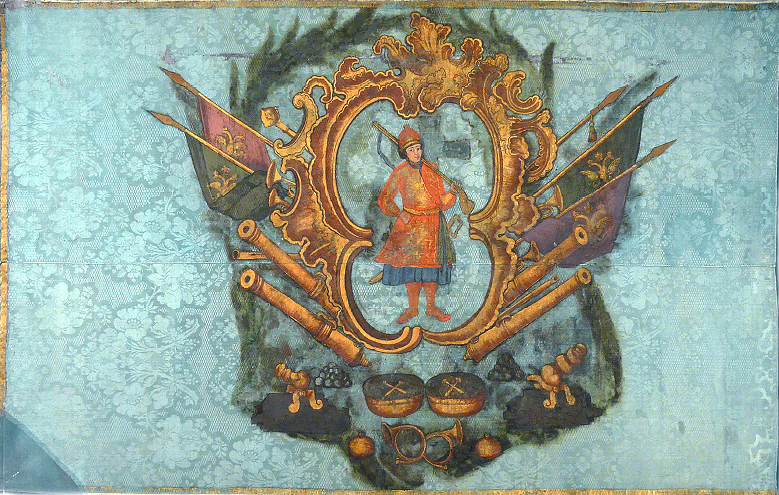
18世紀。センチャ百人隊の隊旗
黒海コサック軍

### 近代

#### ウクライナ内戦期の旗

? 1918年3月22日に制定されたウクライナ人民共和国の国旗
?ウクライナ国の国旗
?西ウクライナ人民共和国の国旗
?クバーニ人民共和国の国旗
? クリミア人民共和国の国旗
? ソビエト派ウクライナ人民共和国の国旗
? ガリツィヤ・ソビエト社会主義共和国の国旗

#### ソ連邦下の旗

? ウクライナ社会主義ソビエト共和国の国旗（1919年 - 1929年）
ウクライナ社会主義ソビエト共和国の国旗（1929年 - 1937年）
ウクライナ・ソビエト社会主義共和国の国旗（1937年 - 1949年）
ウクライナ・ソビエト社会主義共和国の国旗（1949年 - 1992年）

#### 反ソ連派の旗

? カルパート・ウクライナの国旗
ウクライナ民族主義者組織の旗
?ウクライナ蜂起軍の軍旗、現在のウクライナ民族主義運動の旗

#### 民族の旗

? ユーゴスラヴィアのウクライナ人・ルシン人マイノリティーの旗

#### 軍隊の旗

? ウクライナ軍の軍旗
? ウクライナ陸軍の軍旗
? ウクライナ空軍の軍旗
? 正式な場におけるウクライナ海軍の軍隊用海上旗
? 正式な場におけるウクライナ海軍の軍隊用海上旗
ウクライナ国家国境庁海上警備隊の旗
? 1918年1月に制定されたウクライナ人民共和国海軍の軍艦旗、国章との組み合わせとなっている
? 1918年5月に制定されたウクライナ国海軍の軍艦旗、ロシア帝国海軍のものと同じデザイン。両者とも同じアンデレを守護聖人とするためである
ウクライナ国海軍の国籍旗、ロシア帝国海軍のものと同じデザイン
? 1918年7月に制定されたウクライナ国海軍の軍艦旗

### 緑ウクライナの国旗案
| 旗   | 属性 | 説明                                   |
| ---- | ---- | -------------------------------------- |
| tumb | ?    | ウクライナの国旗のホイストに緑の三角形 |
|      | ?    | 緑地の旗のカントンにウクライナの国旗   |